# Hjalmar Mehr

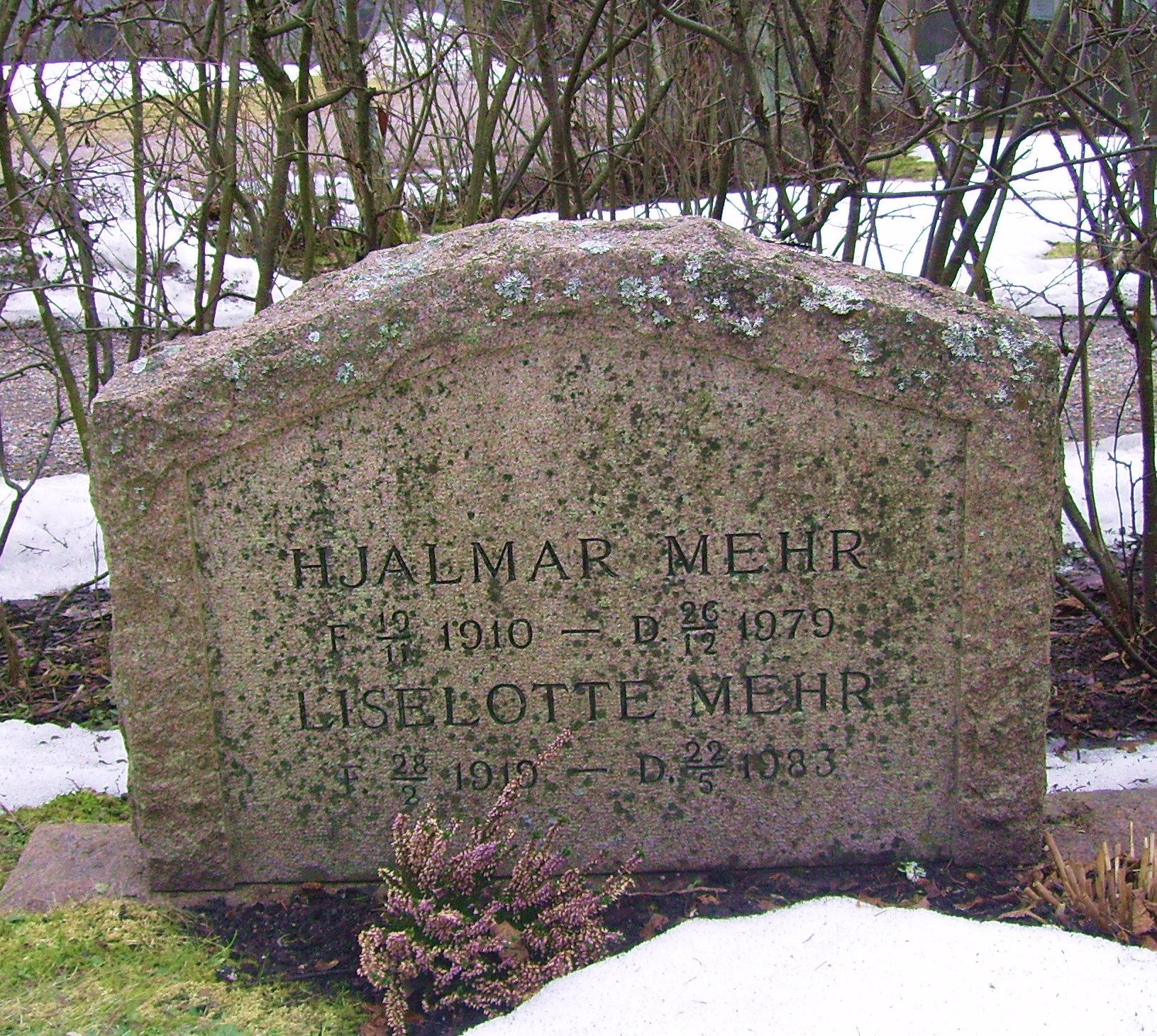
Hjalmar Mehrs och Liselotte Meyers gravvård på Judiska norra begravningsplatsen i Solna kommun.

Hjalmar Leo Mehr, född 19 november 1910 i S:t Matteus församling, Stockholm, död 26 december 1979 på Adelsö i Adelsö församling, Ekerö, var en svensk socialdemokratisk politiker.
Han var under flera decennier en ledande och tongivande politiker i Stockholm, som borgarråd för fyra olika rotlar under 23 år, ledare för stadens socialdemokratiska fullmäktigegrupp under 21 år och landshövding i Stockholms län i sex år.
I rollen som finansborgarråd hanterade han slutfasen av den stora och omstridda förändringen av stadsmiljön i Stockholm, som genomfördes under mitten av 1900-talet, Norrmalmsregleringen. Han var även drivande i skapandet av en starkare regional identitet, bostadsbyggande och utbyggnad av kollektivtrafiken i Storstockholm, bland annat genom att föreslå att det så kallade "Storlandstinget" skulle bildas.
Han kom även att symbolisera en politikermakt som mötte kritik bland annat vid tvisten om tunnelbaneuppgången som hotade almarna i Kungsträdgården. De planerna stoppades efter folkliga protester ledda av alternativrörelsen.

## Bakgrund
Hjalmar Mehrs var son till journalisten Bejnes (Bernhard) Abraham Isak Meyerovitj (1877–1938), som i Sverige bytte namn till Mehr, och Sara Mobschebna Matles. De var judiska immigranter från Kejsardömet Ryssland som träffades i Stockholm 1905. Han namngavs efter den svenska politikern Hjalmar Branting, som var bekant med familjen, och den ryske författaren Leo Tolstoj. 
Hjalmar Mehr växte upp i Stockholm. Han tog studenten vid Södra latinläroverket år 1930 och studerade juridik vid Stockholms högskola, med en jur kand-examen 1937. Under studietiden var han politiskt aktiv i bland annat Stockholms arbetarekommun och SSU, och arbetade även som jurist hos advokaten Georg Branting, son till den tidigare statsministern Hjalmar Branting. Mellan 1937 och 1939 genomgick han tingsmeritering vid Södertörns domsaga.

## Politiker
Hjalmar Mehr arbetade på olika befattningar inom Stockholms stad, bland annat som borgarrådssekreterare i drätselroteln hos Zeth (Zäta) Höglund mellan 1941 och 1945 och finanssekreterare och chef för stadskansliets finansavdelning 1946–1948. I maj 1948 utsågs han till personalborgarråd. I november 1949 blev han socialborgarråd, en befattning han hade till 1958 då han tillträdde som finansborgarråd. Den posten hade han till 1966. Då blev han fastighetsborgarråd och återvände sedan till finansborgarrådsposten, som han höll åren 1970 och 1971. Han var ledamot av Stockholms stadsfullmäktige mellan 1950 och 1971.
Han var ordförande för de svenska städernas samarbetsorganisation Svenska stadsförbundet mellan 1956 och 1968, då han blev det sammanslagna Kommunförbundets förste ordförande. Han lämnade sina tyngre politiska uppdrag år 1971, då han blev landshövding i Stockholms län. 

### Norrmalmsregleringen
Mehr var en drivande kraft bakom den omvandling av centrala Stockholm som ägde rum i mitten av 1900-talet. Förändringarna, som beslutades av flera generationer politiker från olika partier, hade sin grund i en rad olika faktorer. Den gamla staden var inte anpassad till nya förutsättningar. Biltrafiken ökade, samtidigt som tunnelbanan och övrig kollektivtrafik krävde utrymme. 
I sin egenskap av stadens högsta politiker under många år blev han måltavla för mycket av den kritik som växte fram mot framförallt de omfattande rivningarna i Klarakvarteren, som var en följd av Norrmalmsregleringen som beslutades 1945. 
Hjalmar Mehr, som själv växt upp i omoderna bostäder, hade svårt att förstå krav på att äldre och förslummad bebyggelse skulle bevaras.  Han betonade behovet av bostadssanering och var en stark försvarare av förändringarna.
| ” | Vad är det för romantik i Nedre Norrmalm? Vasastan? Kungsholmen? Nedre Norrmalms fastighetsbestånd var ju uppruttet, uppsmällt under tider av spekulationshausser av privata byggherrar. De smällde upp hyreskaserner. Jag är ju nästan den ende av alla som diskuterar det här som bott där hela tiden. Min mamma flyttade vart och vartannat år. Stora omoderna lägenheter med torrklosett och råttor på gården och djävligt och dant. Alltså saneringsmogna fastigheter. Romantiken är för dem som bor bra. Sedan ska fattigt folk bo kvar i uppruttnade bostäder hur länge som helst. Det fastighetsbestånd man har haft där har ju inte haft några estetiska, arkitektoniska eller kulturhistoriska värden. | „ |
| – | |   |

### Almstriden
Hjalmar Mehr blev, i sin egenskap av finansborgarråd, även måltavla för kritiken mot besluten i december 1970 att det skulle byggas en tunnebaneuppgång i Kungsträdgården. Planerna förutsatte att flera almar i parken skulle fällas. Det stoppades efter en stark folkopinion i maj 1971, den så kallade Almstriden. Frågan hade inte handlagts på Mehrs rotel och beslutet i stadsfullmäktige hade fattas med stor majoritet (63 mot 34), även om det rådde politisk oenighet. Den socialdemokratiska gruppen var dock enig, vilket var viktigt för Mehr. Planerna hade även bekräftats av regeringen. Hjalmar Mehr, som var övertygad om att frågor som avgjorts i demokratiskt ordning skulle genomföras, ställde frågan om man ska "ha rätt att tillgripa våldsmetoder mot parlamentariskt fattade beslut, som man ogillar?"

### Storlandstinget
Hjalmar Mehr var en av de drivande krafterna bakom skapandet av det nya "Storlandstinget" i Stockholm. Staden ingick varken i Stockholms län eller Stockholms läns landsting. Hjalmar Mehr ansåg att Storstockholms utveckling hämmades av att det saknades ett politiskt organ som hade ett samlat ansvar för regionens gemensamma utveckling med kommunikationer, bostadsbyggande, den växande sjukvården och regional planering. I december 1963, då Mehr var finansborgarråd i Stockholm, förde han i ett så kallat "stat-tal" fram tanken på att landstinget skulle få ett mer samlat ansvar för "gemensamma interkommunala uppgifter i huvudstadsregionen". Staden uppgick i Stockholms län år 1968 och den nya landstingsorganisationen trädde i kraft den 1 januari 1971, efter ett politiskt förankringsarbete och utredningar.
Som ordförande Storlandstingskommittén ledde Hjalmar förberedelsearbetet inför skapandet av Storlandstinget. Kommittén inledde sitt arbete i mars 1964. När landstinget och stadsfullmäktige i juni 1966 hade fattat ett principbeslut om en sammanslagning, lämnade Mehr det uppdraget. Han var sedan landstingsledamot åren 1971 – 1973.
Hans son, Stefan Mehr, skriver i en minnesteckning att Hjalmar Mehr förmodligen själv skulle ha rankat skapandet av Storlandstinget som sin största politiska insats: "Att samordna Stockholm med grannkommunerna var en gigantisk uppgift som krävde visionärt tänkande och handfasta tag".

### Regionpolitik
Även om Hjalmar Mehr i första hand var förtroendevald politiker i Stockholms stad var han drivande i arbetet att samordna Stockholmsregionen, så den kunde fungera som en mer samlad enhet. Han var ordförande i AB Strada som staden från 1956 använde för att köpa fastigheter som kunde bli delar av omvandlingen i innerstaden. Med stöd av Lex Bollmora, som beslutades av riksdagen 1959, kunde staden även bli ägare av mark som de egna allmännyttiga bolagen kunde bebygga i grannkommunerna.
Hjalmar Mehr medverkade även i Vårbyaffären, en markaffär 1961 då Huddinge kommun och Stockholms stad köpte mark av varandra och kommungränsen drogs om.
En annan av de regionpolitiska frågorna var samordningen av kollektivtrafiken i länet, då kommunägda Stockholms spårvägar slogs samman med en rad mindre trafikföretag i länet och bildade landstingsägda Storstockholms Lokaltrafik (SL). Det skapade förutsättningar för en bättre fungerande pendling i regionen. Han var även initiativtagare till en enhetstaxa med ett månadskort för obegränsade resor inom länet – 50-kortet.

## Landshövding och utredare
Hjalmar Mehr lämnade posten som finansborgarråd i oktober 1971, då han tillträdde som landshövding i Stockholms län. Han efterträdde Allan Nordenstam och satt på posten till 1977. 
Under tiden som landshövding blev han ordförande i Första AP-fonden. Han ledde även flera statliga utredningar, bland annat om partistödet, frivård och medborgerliga fri- och rättigheter. Hans sista utredningsuppdrag blev som ordförande i den statliga utredningen om löntagarfonderna 1976. Han hade det uppdraget till 1979 då ordförandeskapet lämnades över till Allan Larsson.

### Skärgårdsfrågor
Som landshövding var Mehr ordförande i Skärgårdsstiftelsen och det regionala skärgårdsrådet.
Han uppvaktade statsminister Olof Palme med önskemålet att staten skulle formulera en speciell skärgårdspolitik. Palme var måttligt intresserad, men Mehr var påstridig. Han ansåg att Stockholms skärgård var en nationell tillgång som måste utvecklas, vad gäller service, transporter, turism, jordbruk med mera. I ett tal på Skärgårdsstiftelsen ställde han den retoriska frågan "Vem tillhör skärgården?" Han svarade själv "Nationen, hela svenska folket. Det är en del av det svenska kulturarvet". Drygt tre år efter det första mötet med Palme lade regeringen propositionen Om åtgärder inom skärgårdsområdena.

## Personen
Hjalmar Mehr var politiskt präglad av sin bakgrund som son till politiskt engagerade invandrare med judisk bakgrund. Han var ateist men kände stark samhörighet med det judiska. Han betraktade sig också som både stockholmare och internationalist. Under 1930-talet engagerade han sig till exempel i motståndet mot regimen i Spanien. Han förklarade själv att "Jag är egentligen utrikespolitiker med kommunalpolitik som hobby".
Hjalmar Mehr gifte sig 1937 med Liselotte Lina Meyer, född 1919 i Hannover. Liselotte Mehr hade i flera år ett kärleksförhållande med den judisk-sovjetiske författaren och propagandisten Ilja Ehrenburg (1891-1967), något som Hjalmar Mehr accepterade. Han upprätthöll också själv vänskapliga förbindelser med Ehrenburg. Liselotte Meyer avled år 1983, fyra år efter Hjalmar Mehr.
Han var far till journalisten Stefan Mehr och svåger till stockholmspolitikern Albert Aronson, som var gift med Mehrs syster Sigrid och efterträdde honom som finansborgarråd.

## Eftermäle
Hjalmar Mehr har, i sin egenskap av makthavare i en förändringstid, ofta fått symbolisera en politikerstyrd och okänslig förändring av viktiga värden i Stockholmsmiljön. Efter Almstriden kallades han till exempel för "Almar Ner" av sina kritiker. Mikael Wiehe besjöng honom i sin låt "Trädet" (1992). I texten sägs bland annat "Det fanns en man, en potentat, jag säger inte mehr, men allt han såg i Stockholms stad, det skulle rivas ner...". 
Journalisten Björn Elmbrant, som år 2010 publicerade biografin Stockholmskärlek, en bok om Hjalmar Mehr, skriver bland annat att Mehr "ofta ensidigt har utpekats som boven bakom rivningar i city och almstriden..." Sonen Stefan Mehr skriver i sin levnadsteckning över fadern att "Hjalmar Mehr, som älskade sin stad, blir den okänslige ödeläggaren". Stefan Mehr beskriver den bilden som "historielös och orättvis" och skriver "Han präglades som vi av tidsandan. Han var inte ensam. Varken om de beslut som vi med dagens ögon anser goda – eller de som vi betraktar som vansinniga".